# 日本雪氷学会
公益社団法人日本雪氷学会（こうえきしゃだんほうじん にほんせっぴょうがっかい、英語: Japanese Society of Snow and Ice）は、雪氷学を研究する学術団体。極地雪氷、凍土、雪崩、雪氷物性、衛星観測、雪氷工学、雪氷化学、気象水文、吹雪の各分科会と氷河情報センターを有し、雪、氷およびその周辺環境の研究を行う。年1回全国大会を開催。

## 概要
- 事務局 - 〒162-0801  東京都新宿区山吹町358-5 アカデミーセンター
- 会長 - 西村浩一（名古屋大学名誉教授）

## 沿革
- 1939年（昭和14年） - 日本雪氷協会発足
- 1955年（昭和30年） - 日本雪氷学会に名称変更
- 1993年（平成5年） - 文部省（現・文部科学省）より、社団法人の認可を受ける。
- 2012年（平成24年） - 内閣総理大臣より、公益社団法人の認定

## 出版物
- 機関誌『雪氷』（年6回発行。全国書誌番号:00013550）